# Caryl Churchill
Caryl Churchill   (Londres, 3 de setembre de 1938) és una dramaturga britànica coneguda per escriure sobre abusos del poder, pel seu ús de tècniques no naturalistes, i per la seva exploració de la política sexual i la temàtica feministes.
Després d'exiliar-se a Mont-real durant la Segona Guerra Mundial, va tornar al Regne Unit on la seva trajectòria ha estat molt vinculada al teatre Royal Court de Londres, del qual fou dramaturga resident i on ha estrenat moltes de les seves obres.
Com a dramaturga, destaquen les seves obres Light Shining in Buckinghamshire (1976), Top Girls (1982), Serious Money (1987), Far Away (2000) o A number (2002), i també ha escrit peces per a televisió i ràdio.
A Catalunya s'han estrenat entre d'altres Lluny (2003) i Una còpia (2007), amb direcció de Jordi Prat i Coll, Això és una cadira (2004), amb direcció de Brigitte Luik, i I només jo vaig escapar-ne (2021), amb direcció de Magda Puyo.